# Croix de Kerverder
La croix de Kerverder est située à Ploumilliau en France.

## Localisation
La croix est située sur la commune de Ploumilliau, dans le département des Côtes-d'Armor en région Bretagne.

## Historique
La croix est inscrite au titre des monuments historiques par arrêté du 22 décembre 1927.